# Młoszów
Młoszów [pronunciación en polaco: /ˈmwɔʂuf/] es un pueblo ubicado en el distrito administrativo de Gmina Wolbórz, dentro del condado de Piotrków, voivodato de Łódź, en el centro de Polonia. Se encuentra aproximadamente a 7 kilómetros al este de Wolbórz, a 19 kilómetros al noreste de Piotrków Trybunalski, y a 46 kilómetros al sureste de la capital regional, Łódź. 